# Indija Koromandija (pravljica)
Indija Koromandija je slovenska ljudska pravljica. Izšla je v zbirki Iz zibelke leta 2007. Pravljico je ilustriral Anton Buzeti.

## Obnova
Pravljica govori o planini, na kateri je bilo zelo veliko krav molznic. Ker so imeli tako veliko mleka, da vsa dežela ne bi premogla potrebnih golid za shranjevanje mleka, so si bistre glave pomagale takole: Izkopali so zelo velik bajar in od enega brega do drugega brega zgradili visok, obokan most. Na ta most so od jutra do večera gonili krave, ovce in koze. Na mostu so živali toliko postale, da so namolzle mleko v bajar. Konec dneva je bil ta poln mleka. Nato so se na bajar, napolnjen z mlekom, pripeljali možje s čolnički, v katerih so imeli sode. Čolnar je imel s seboj tudi grabljico, s katero je posnel smetano in jo z lopato dal v sod. Napolnjene sode so začepili in jih zvalili v dolino. Medtem ko so se sodi kotalili navzdol po hribu, se je v njih naredila smetana in v dolino se je prikotalil sod z maslom. V dolini so na sode čakali ljudje in si razdelili maslo po teži. Ker tehtnic niso imeli, so tehtali z volovskimi garami takole: Na eno stran gar je sedel debeluh, ostali pastirji pa so metali maslo na drugi konec gar. Ko se je oje z debeluhom dvignilo, je bilo na garah po stari dobri vagi ravno dovolj masla. Maslo so tako delili dan za dnem. 
Na planini je bilo zelo veliko ljudi. Pri jedi so se venomer vrstili. Prvi so prihajali, drugi so že sedeli in jedli, tretji so vstajali od mize, četrti pa so si rahljali pasove, da se jim ne bi potrgali. Tako je bilo dan za dnem. Ker ni bilo dovolj ljudi, da bi jim stregli, so si naredili od stolpišča navzdol do mize tobogan. Po njem je priletel ob vsakem obroku štrukelj. Zabela za povrh pa je pritekla po žlebu, ki je bil tik ob toboganu. 
V tem kraju je bilo vsem ljudem dobro. Le eden je imel slabe čase, ker je moral živeti ob svoji skromni hrani. Ta nesrečnež je bil najet samo zato, da je sedel na zapečku in nenehno zabaval jedce s tem, da je godrnjal zaradi skromno zabeljene hrane. Če ta mož ne bi živel ob svoji skromni hrani, bi ne mogel godrnjati in jedci bi pozabili, da so štruklji lahko kdaj prepičlo zabeljeni.

## Analiza pravljice
- Osebe: ljudje, ki živijo na planini, čolnarji, debeluh, nesrečnež, ki je živel ob svoji skromni hrani
- Dogajalni čas: neznan
- Dogajali prostor: planina